# Baka to Test to Shoukanjuu
Baka to Test to Shoukanjuu (яп. バカとテストと召喚獣 досл. «Дураки, Тесты и Призванные Существа») — серия лайт-новел Кэндзи Иноуэ с иллюстрациями Юи Хаги, публикующаяся издательством Enterbrain под импринтом «Фамицу Бунко». Публикация манга-адаптации сюжета авторства Мосукэ Маттаку началась в журнале Shonen Ace 25 апреля 2009 года. Другая манга-адаптация авторства namo начала выходить в ориентированном на мужскую аудиторию онлайн-журнале Famitsu Comic Clear 30 октября 2009 года.
Проморолик готовящегося к выходу первого сезона аниме-сериала появился в сети в августе 2009 года. Сам сериал выходил на экранах Японии с 6 января по 31 марта 2010 года. Под названием Baka and Test — Summon the Beasts он лицензирован в США компанией Funimation Entertainment. Трансляция второго сезона прошла в июле-сентябре 2011 года.
Серия лайт-новел официально завершилась 30 ноября 2013 года.

## Сюжет
История разворачивается вокруг мальчика по имени Акихиса Ёсии, которого все окружающие называют «дуриком» (яп. バカ). Он посещает Академию Фумидзуки и учится в классе F — худшем из всех по уровню оценок: согласно системе образования все классы имеют буквенные обозначения от A до F соответственно уровню знаний учащихся. При этом чем выше оценки учащихся, тем в более комфортабельных условиях они учатся: так, у класса A имеются удобные диваны, ноутбуки, собственная кухня, а ученики класса F занимаются на разваливающихся партах (при этом по ходу действия их условия становятся ещё более удручающими и они начинают учиться, сидя на полу, имея вместо парты картонную коробку).
При таком укладе жизни для учеников худших классов единственным способом улучшить свои условия становится битва призванных существ (сёкандзю) между ними и учениками более привилегированных классов. Это и является визитной карточкой Академии. Сёкандзю представляет собой уменьшенную копию ученика класса, уровень силы которого прямо зависит от уровня его успеваемости и выражается в условных очках. Сёкандзю считается проигравшим, если уровень его условных очков в результате битвы достигает нуля. Битвы сёкандзю проводятся только с разрешения учителей, они же фиксируют победителя. Победивший класс имеет право занять аудиторию, в которой ранее учился проигравший. При этом новая битва проигравшего класса назначается не раньше, чем по прошествии трёх месяцев после поражения.
В день проведения распределительного теста талантливая девушка уровня класса A Мидзуки Химэдзи теряет сознание, из-за чего не успевает закончить экзамен и получает плохой балл, в результате чего попадает в класс F. В результате этого класс получает реальный шанс превзойти некоторые классы, что и планирует осуществить его староста — Юдзи Сакамото.

## Персонажи

### Студенты второго курса

#### Класс F
Худший по уровню оценок класс. Включает 48 юношей и двух девушек.
Акихиса Ёсии (яп. 吉井 明久 Ёсии Акихиса) — Главный герой сюжета, худший ученик класса F. В отличие от сёкандзю других учеников, его сёкандзю имеет возможность прикасаться к телесным объектам (из-за этой особенности он вынужден помогать учителям переносить тяжёлые предметы). Акихиса и его сёкандзю имеют физическую связь: травмы, полученные сёкандзю, передаются и самому юноше. Акихиса также имеет отличные навыки приготовления пищи и живёт один. Его любимое блюдо - паэлья. После турнира в Томе 2, Aкихиса приобретает платиновый браслет, который позволяет ему выполнять двойные призывы и даёт ему возможность иметь два секаедзю в бою. Когда Акира начала жить с Aкихисой, его оценки стали значительно улучшены по сравнению с тем что было раньше, так как он имеет больше стимулов для изучения. Его секанзю носит школьную форму и размахивающий боккен.
Сэйю: Хиро Симоно
Мидзуки Химэдзи (яп. 姫路 瑞希 Химэдзи Мидзуки) — Одна из самых умных учениц Академии Фумидзуки по чистой случайности (потеряла сознание прямо во время экзамена) попавшая в класс F. Застенчивая девушка, влюблённая в Акихису. Очень плохо готовит, хотя сама Мидзуки считает свои кулинарные способности неплохими: многие школьники, отведав её блюда, теряли сознание.
Сэйю: Хитоми Харада
Минами Симада (яп. 島田 美波 Симада Минами) — Одна из двух девушек (наряду с Мидзуки) в классе F. Детство провела в Германии, и из-за плохого знания японского языка у неё поначалу возникали проблемы в общении с другими людьми.Тоже влюблена в Акихису. Девушка имеет плоскую грудь (что отмечают другие герои) и завидует в этом показателе Мидзуки.
Сэйю: Каори Мидзухаси
Юдзи Сакамото (яп. 坂本 雄二 Сакамото Ю:дзи) — Староста класса F. Рыжеволосый юноша, в которого влюблена ученица класса A Сёко, и в которую он сам(как выясняется в ходе сюжета) влюблён, хотя всячески это отрицает. Боится её и выполняет её просьбы только под угрозой свадьбы.
Сэйю: Тацухиса Судзуки
Хидэёси Киносита (яп. 木下 秀吉 Киносита Хидэёси) — Младший брат-близнец Юко Киноситы из класса A. Выглядит очень женственно и другие персонажи периодически путают его с девушкой (по сюжету ему несколько раз признавались в любви парни).
Сэйю: Эмири Като
Кота Цутия (яп. 土屋 康太 Цутия Ко:та) — Юноша, любящий подглядывать за девушками и постоянно носящий с собой фотоаппарат. При виде девушек в соблазнительной одежде или позах у него всегда начинает течь кровь из носа. Из-за фотоаппарата, который Кота всегда носит с собой, ему дали прозвище Папарацци.
Сэйю: Коки Мията
Инквизиция класса F — Группа учеников мужского пола класса F, символически отправляющая «на костёр» всех, кто высказывает симпатии к противоположному полу.

#### Класс A
Лучший класс по уровню оценок, располагающийся в наиболее комфортабельных апартаментах Академии. Включает в себя 24 юноши и 26 девушек.
Сёко Кирисима (яп. 霧島 翔子 Кирисима Сё:ко) — Подруга детства Юдзи Сакамото, с детства влюблённая в него и уже в школе в буквальном смысле заставившая его встречаться с собой.
Сэйю: Томоми Исомура
Юко Киносита (яп. 木下 優子 Киносита Ю:ко) — Старшая сестра-близнец Хидэёси. Недолюбливает его из-за большой разницы в их успеваемости. Читает яой-мангу.
Сэйю: Эмири Като
Тосимицу Кубо (яп. 久保 利光 Кубо Тосимицу) — Прилежный ученик. Сторонник однополой любви. Влюблён в Акихису.
Сэйю: Такума Тэрасима
Айко Кудо (яп. 工藤 愛子 Кудо: Айко) — Имеет высший балл по медицине. Утверждает, что неплоха в практике. Любит провоцировать Коту, возможно симпатизирует ему, хотя и не всегда только его одного.
Сэйю: Ёсино Нандзё

#### Класс B
Кёдзи Нэмото (яп. 根本 恭二 Нэмото Кё:дзи) — Хитрый юноша, использующий для достижения цели любые, даже нечестные приёмы. Встречается с Юкой Коямой из класса C, вместе с которой пытался организовать альянс для действий против класса F, однако, проиграв, был вынужден в наказание носить женскую форму.
Сэйю: Хирому Миядзаки
Рицуко Ивасита (яп. 岩下 律子 Ивасита Рицуко)
Маюми Кикуири (яп. 菊入 真由美 Кикуири Маюми)

#### Класс C
Юка Кояма (яп. 小山 友香 Кояма Ю:ка) — Девушка Кёдзи Нэмото.
Тору Куросаки (яп. 黒崎 トオル Куросаки То:ру)
Иссин Ногути (яп. 野口 一心 Ногути Иссин)

#### Класс D
Михару Симидзу (яп. 清水 美春 Симидзу Михару) — Девушка, испытывающая романтические чувства к Минами, которую нежно называет онээ-сама (яп. お姉さま). Её сёкандзю одет в доспехи римских легионеров.
Сэйю: Аяна Такэтацу
Гэндзи Хирага (яп. 平賀 源二 Хирага Гэндзи)
Мики Тамано (яп. 玉野 美紀 Тамано Мики)

#### Класс E
Второй с конца класс по уровню оценок учащихся. Уступает в этом показателе только классу F. Большую часть учащихся класса составляют спортсмены.
Хироми Накабаяси (яп. 中林 宏美 Накабаяси Хироми) — Ученица. Её сёкандзю — игрок бейсбола.
Сэйю: Юко Такаяма
Аюми Фурукава (яп. 古川 あゆみ Фурукава Аюми)
Ёсико Миками (яп. 三上 美子 Миками Ёсико)
Сэйю: Кэйко Манака

### Студенты третьего курса
Юсаку Цунэмура (яп. 常村 勇作 Цунэмура Ю:саку) — Студент класса 3-A Академии Фумидзуки. Его лучшим другом является Сюмпэй, и окружающие называют их «дуэтом Токонацу» (Токонацу получается путём объединения первых кандзи их фамилий). Персонаж появляется в OVA Baka to Test to Shoukanjuu: Matsuri, где вместе с Сюмпэей отправляется в ресторан китайской еды. В битве против Акихисы и Юдзи Токонацу потерпели поражение. Сёкандзю Юсаку одет в красные тяжёлые доспехи.
Сюмпэй Нацукава (яп. 夏川 俊平 Нацукава Сюмпэй) — Студент класса 3-A Академии Фумидзуки. Лучший друг Юсаку. Его сёкандзю носит пиджак поверх кимоно.

### Учителя Академии Фумидзуки
Каору Тодо (яп. 藤堂 カヲル То:до: Каору) — Директриса Академии Фумидзуки.
Сэйю: Каори Накамура
Син Фукухара (яп. 福原 慎 Фукухара Син) — Первый учитель класса F: в аниме после первой межклассовой войны стал рассказчиком и был заменён Нисимурой.
Сэйю: Кэндзиро Цуда
Соити Нисимура (яп. 西村 宗一 Нисимура Со:ити) — Классный руководитель класса F после первой межклассовой войны, когда класс F проиграл классу A. Имеет прозвище Железный человек (яп. 鉄人), или Тэцудзин, за свою строгость и физическую силу.
Сэйю: Акио Оцука
Ёко Такахаси (яп. 高橋 洋子 Такахаси Ё:ко) — Классная руководительница класса A. Носит очки; по всем предметом имеет общий балл 7800, что почти вдвоё больше, чем у Сёко. Её Сёкандзю одет в чёрную военную униформу и вооружён кнутом.
Сэйю: Юми Какадзу

### Члены семей школьников
Хадзуки Симада (яп. 島田 葉月 Симада Хадзуки) — Младшая сестра Минами. Ученица пятого класса. Называет Акихису глупым братишкой (яп. バカなお兄ちゃん), но, несмотря на это, надеется в будущем стать его невестой.
Сэйю: Мана Хирата
Юкино Сакамото (яп. 坂本 雪乃 Сакамото Юкино) — Мать Юдзи.
Акира Ёсии (яп. 吉井 玲 Ёсии Акира) — Старшая сестра Акихисы, испытывающая к нему романтические чувства. Выпускница Гарвардского университета. Имеет грудь размера E. Является полной противоположностью брату с точки зрения профессиональных и образовательных навыков: Акира умнее, но плохо умеет готовить, Акихиса умеет готовить вкусно, но в то же время среди одноклассников слывёт идиотом.
Сэйю: Кикуко Иноуэ
Ёсимицу Кубо (яп. 久保 良光 Кубо Ёсимицу) — Младший брат Тосимицу.

## Медиа-издания

### Лайт-новел
- Baka to Test to Shoukanjuu 1 ISBN 978-4-7577-3329-9 (29 января 2007 года)
- Baka to Test to Shoukanjuu 2 ISBN 978-4-7577-3505-7 (28 апреля 2007 года)
- Baka to Test to Shoukanjuu 3 ISBN 978-4-7577-3682-5 (30 августа 2007 года)
- Baka to Test to Shoukanjuu 3.5 ISBN 978-4-7577-3979-6 (30 января 2008 года)
- Baka to Test to Shoukanjuu 4 ISBN 978-4-7577-4236-9 (30 мая 2008 года)
- Baka to Test to Shoukanjuu 5 ISBN 978-4-7577-4518-6 (29 ноября 2008 года)
- Baka to Test to Shoukanjuu 6 ISBN 978-4-7577-4827-9 (30 апреля 2009 года)
- Baka to Test to Shoukanjuu 6.5 ISBN 978-4-7577-5040-1 (29 августа 2009 года)
- Baka to Test to Shoukanjuu 7 ISBN 978-4-04-726195-2 (26 декабря 2009 года)
- Baka to Test to Shoukanjuu 7.5 ISBN 978-4-04-726313-0 (27 февраля 2010 года)
- Baka to Test to Shoukanjuu 8 ISBN 978-4-04-726727-5 (30 августа 2010 года)
- Baka to Test to Shoukanjuu 9 ISBN 978-4-04-727031-2 (29 января 2011 года)
- Baka to Test to Shoukanjuu 9.5 ISBN 978-4-04-727332-0 (30 июня 2011 года)
- Baka to Test to Shoukanjuu 10 ISBN 978-4-04-727647-5 (5 января 2012 года)
- Baka to Test to Shoukanjuu 10.5 ISBN 978-4-04-728351-0 (29 сентября 2012 года)
- Baka to Test to Shoukanjuu 11 ISBN 978-4-04-728752-5 (30 марта 2013 года)
- Baka to Test to Shoukanjuu 12 ISBN 978-4-04-729293-2 (30 ноября 2013 года)

### Аниме
Первый сезон аниме-сериала включал в себя 13 эпизодов: его созданием занималась студия Silver Link под руководством режиссёра Сина Онумы; трансляция прошла в период с 6 января по 31 марта 2010 года.
Открывающая тема:
- «Perfect-area Complete!» (исполняет Нацуко Асо, музыка Кэнъити Маэямады)

Закрывающие темы
- «Baka Go Home» (исполняют Milktub и основные сэйю)
- «Hare Tokidoki Egao» (исполняют Хитоми Харада, Каори Мидзухаси, Эмири Като и Томоми Исомура)

Два OVA-эпизода вышли под общим названием Baka to Test to Shoukanjuu: Matsuri и были выпущены на BD/DVD в двух частях: 23 февраля и 30 марта 2011 года соответственно.
Открывающая тема:
- «Ren’ai Kōjō Committee» (яп. 恋愛向上committee) (исполняет Нацуко Асо)

Закрывающая тема:
- «Getsuyō wa Kirai» (яп. 月曜はキライ) (исполняет Milktub)

Второй сезон аниме-сериала Baka to Test to Shoukanjuu 2! прошёл в период с 7 июля по 29 сентября 2011 года.
Открывающая тема:
- «Kimi+Nazo+Watashi de Jump!!» (яп. 君+謎+私でJUMP!!) (исполняет Larval Stage Plannning)

Закрывающая тема:
- «Eureka Baby» (яп. エウレカベイビー) (исполняет Нацуко Асано)

4 марта 2010 года американской компанией Funimation Entertainment было объявлено, что первый сезон сериала лицензирован под названием Baka and Test — Summon the Beasts. Этой же компанией лицензированы также OVA и второй сезон.

#### Список серий

##### Первый сезон
| 1 | Дурак, класс и объявление войны «Бака то курасу то сё:кан сэнсо:» (バカとクラスと召喚戦争)                                                                      | 6.1.2010  |
| Из-за потери сознания во время экзамена и недополучения баллов, Мидзуки Химэдзи попадает в худший класс своей школы — F, располагающийся в наихудшей же аудитории. Староста класса решает бросить вызов классу E, и не без помощи Мидзуки им удаётся победить. Однако они отказываются от награды и не переезжают в новый класс. Классу F неожиданно бросает вызов класс A.                                                    | |           |
| 2 | Лилии, розы и физкультура «Юри то бара то хокэн-тайику» (ユリとバラと保健体育)                                                                                  | 13.1.2010 |
| Классы A и F договариваются провести сражения пять на пять. В финальном бою (счёт к тому времени 2:2) сходятся двое старост: Сёко Кирисима против Юдзи Сакамото. Побеждает Сёко. | |           |
| 3 | Расходы на питание, свидание и электрошокер «Сёкухи то дэ:то то сутанган» (食費とデートとスタンガン)                                                            | 20.1.2010 |
| Согласно уговору Юдзи исполняет желание Сёко и отправляется с ней на свидание в кино. Туда же отправляются и Акихиса вместе с двумя девушками (Мидзуки и Минами) по их настоянию. Из-за нехватки денег юноша вынужден экономить буквально на всём и питаться как попало. | |           |
| 4 | Любовь, пряности и бэнто «Ай то супайсу то о-бэнто:» (愛とスパイスとお弁当)                                                                                     | 27.1.2010 |
| Вечно голодного Акихису за день угощает Мидзуки. Приготовленное последней бэнто оказывается на вкус одноклассников настолько отвратительным, что «выводит из строя» всех её попробовавших: самого Акихису, Юдзи, Коту и Хидэёси. | |           |
| 5 | Карта, сокровища и нападающий Сигма V «Тидзу то Такара то Суторайка: Сигума Буй» (地図と宝とストライカー・シグマV)                                              | 3.2.2010  |
| Директриса Академии объявляет соревнование — «охоту за сокровищами»: по школе были спрятаны различные призы, и любая команда (группа из трёх учеников) могла их найти и забрать себе. При этом призы были спрятаны в школе и их координаты определялись ответами на тесты, розданным школьникам. Акихисе удалось заполучить браслет, позволяющий ему призывать сёкандзю в любом месте без разрешения учителей.                 | |           |
| 6 | Я, бассейн, купальниковый рай… и… «Боку то пу:ру то мидзуги но ракуэн… то» (僕とプールと水着の楽園――と)                                                         | 10.2.2010 |
| Наступает лето. Ученики класса F проводят день в бассейне. | |           |
| 7 | Я, Сёко и парк Кисараги «Орэ то Сё:ко то Кисараги Гурандо Па:ку» (俺と翔子と如月グランドパーク)                                                                 | 17.2.2010 |
| Сёко и Юдзи по настоянию Сёко отправляются в парк развлечений «Кисараги», где ученики класса F пытаются разыграть между ними шуточную свадьбу. | |           |
| 8 | Бегство, лабиринт и дополнительный план для сёкандзю «Бо:со: то мэйкю: то сё:кандзю: хокан кэйкаку» (暴走と迷宮と召喚獣補完計画)                                | 24.2.2010 |
| В школе ломается сервер системы призывов сёкандзю, и единственным, кто способен в данной ситуации помочь, оказывается Акихиса. Его сёкандзю пробирается к серверу и соединяет разъединившиеся кабели, приведшие к сбою. | |           |
| 9 | Поцелуй, грудь и конский хвост «Кису то басуто то пони:тэ:ру» (キスとバストとポニーテール)                                                                      | 3.3.2010  |
| К Акихисе приезжает его старшая сестра Акира, которая заявляет, что отныне будет за ним следить, чтобы проверить способен ли он жить в одиночку. Одноклассники Акихисы начинают подозревать, что у него появилась девушка, в связи с чем ревнуют, однако вскоре узнают, что эта «подозрительная» девушка — Акира. | |           |
| 10 | Контрольные, таинственный вор и любовное послание «Моси то кайто: то рабу-рэта:» (模試と怪盗とラブレター)                                                       | 10.3.2010 |
| У учеников класса F пропадают личные вещи и выясняется, что их вместе с коробками по ошибке спрятали в школьный сейф. Им вызывается помочь староста класса B Нэмото, имевший свои планы на это дело — найти в сейфе варианты будущей контрольной, однако его план проваливается — после взлома сейфа варианты изменяют. | |           |
| 11 | Заклятый соперник, любовная поэма и блицкриг «Сюкутэки то койбуми то дэнгэки сакусэн» (宿敵と恋文と電撃作戦)                                                    | 17.3.2010 |
| Класс F неожиданно для всех объявляет войну классам D и B и также неожиданно их побеждает. Однако Юдзи снова отказывается меняться комнатами, заявляя, что «взращивает поле будущих успехов». | |           |
| 12 | Любовь, храбрость и наша битва только начинается! (Пока что) «Ай то ю:ки то орэтати но татакай ва корэ кара да! (Кари)» (愛と勇気と俺達の戦いはこれからだ!(仮)) | 24.3.2010 |
| Класс F объявляет войну классу A, призывая для начала сразиться с ними все другие классы (то, что Юдзи и планировал: часть классов осталась перед ними в долгу). Но, несмотря на это, они проигрывают. | |           |
| 13 | Дурни, тесты и сёкандзю «Бака то тэсуто то сё:кандзю:» (バカとテストと召喚獣)                                                                                   | 31.3.2010 |
| Считая результаты прошедших боёв не совсем честными Акихиса и староста класса A Сёко устраивают соревнование между собой: тест, в котором неожиданно оказывается сильнее Акихиса. По договорённости с директрисой Академии в обмен на победу Акихисы Мидзуки позволяют пересдать распределительный экзамен (чтобы по его результатам попасть в класс A), но она решает остаться в F и просто «забывает» подписать свою работу. | |           |

##### Второй сезон
| 1 | Я, ребята и пляж! «Боку то минна то кайсуйёку’!» (僕とみんなと海水浴っ!)                                     | 7.7.2011  |
| Акихиса, Мидзуки, Минами, Юдзи, Хидэёси, Кота, Сёко, Айко и Акира отправляются на пляж, где проводят целый день. Акихиса и Юдзи несколько раз неудачно пытаются познакомиться с девушками на пляже. | |           |
| 2 | Я, юката и праздничная шумиха! «Боку то юката то омацурисаваги’!» (僕と浴衣とお祭り騒ぎっ!)                  | 14.7.2011 |
| Герои проводят время на летнем фестивале: в наказание за неподобающее поведение девушки заставляют парней одеться в кимоно и в таком виде участвовать в конкурсе красоты. | |           |
| 3 | Я, та девушка и мягкая игрушка! «Боку то ано мусумэ то нуигуруми’!» (僕とあの娘とぬいぐるみっ!)              | 21.7.2011 |
| Юко заставляет Хидэёси поменяться местами, чтобы, притворившись Юко, Хидэёси смог спеть на одном мероприятии и создать впечатление, что Юко — хорошая певица. Вторая часть серии рассказывает о том, как Акихиса познакомился с Хадзуки. | |           |
| 4 | Я, истинные намерения и мужская честь! «Боку то хоннэ то отоко но сонгэн’!» (僕と本音と男の尊厳っ!)          | 28.7.2011 |
| Акихиса, Юдзи, Кота и Хидэёси проводят карточную игру, в которую вскоре также решают сыграть Мидзуки и Сёко. Вторая часть серии рассказывает о том, как в школе был введён тестовый режим призыва сёкандзю, способных говорить, при этом только правду, что доставляет их владельцам большие неудобства. | |           |
| 5 | Я, подглядывание и тренировочный лагерь! «Боку то нодзоки то кё:ка гассюку’!» (僕とのぞきと強化合宿っ!)      | 4.8.2011  |
| Акихисе и Юдзи неизвестный присылает компрометирующие материалы. Они просят помощи друзей с целью узнать, кто это сделал. Коте удаётся узнать, что это — девушка, которую можно будет опознать по ожогу на попе, которую ей оставила мать. Тогда герои (+ Юдзи) решают пробраться с женскую баню, чтобы разыскать её, но дорогу им преграждают учителя.                                                                       | |           |
| 6 | Я, подглядывание и мужская дружба! «Боку то нодзоки то отоко но ю:дзё:’!» (僕とのぞきと男の友情っ!)          | 11.8.2011 |
| Не сумев победить учителей, герои решают призвать на помощь и других учеников класса F. Отправившись на следующий день в женскую баню, они снова уступают в битве сёкандзю. | |           |
| 7 | Я, подглядывание и рай на Земле! «Боку то нодзоки то харуканару то:гэнкё:’!» (僕とのぞきと遥かなる桃源郷っ!) | 18.8.2011 |
| Герои решают привлечь к проникновению в баню всех учеников мужского пола, для чего распространяют среди них соблазнительные фотографии одноклассниц. Всем вместе им удаётся прорваться сквозь учителей и других девушек, охранявших свои подруг, однако, добравшись до бани, находят там только директрису. Тем не менее Акихисе удаётся узнать, что автором компрометирующих материалов является Симидзу Михару.             | |           |
| 8 | Я, Япония и незнакомые слова «Ути то Ниппон то сиранай котоба» (ウチと日本と知らない言葉)                    | 25.8.2011 |
| В серии рассказывается о первых днях Минами в японской школе после приезда из-за границы: у девушки из-за недостаточного знания японского языка возникают проблемы в общении со сверстниками. | |           |
| 9 | Я, романтика и искусство переговоров! «Боку то коидзи то ко:сё:дзюцу’!» (僕と恋路と交渉術っ!)                | 1.9.2011  |
| Серия начинается с того, что Минами неожиданно для других прилюдно целует в губы Акихису. Ученикам класса F становится известно, что староста класса B планирует в ближайшее время объявить им войну (в качестве отместки за прошлые унижения, которые он из-за них испытал). Они разрабатывают план, согласно которому они должны спровоцировать более слабый (по сравнению с B) класс D и вынудить их объявить войну.       | |           |
| 10 | Я, романтика и искусство любви! «Боку то коидзи то Рэнъайдзюцу’!» (僕と恋路と恋愛術っ!)                      | 8.9.2011  |
| Акихиса выводит из себя Михару, заявляя, что любит Минами (при этом позже утверждает, что это — правда, а не предлог для начала войны), и та бросает вызов классу F. В битве один на один она побеждает Акихису; Нэмото отказывается от планов сразиться с классом F. | |           |
| 11 | Юдзи, Сёко и детские воспоминания «Ю:дзи то Сё:ко то осанай омоидэ» (雄二と翔子と幼い思い出)                 | 15.9.2011 |
| В серии рассказывается о детских годах Юдзи и Сёко. | |           |
| 12 | Дурни, балбес и реквием! «Бака то до:кэ то рэкуиэму’!» (バカと道化と鎮魂歌っ!)                               | 22.9.2011 |
| Руководство школы объявляет о изменении внешнего вида сёкандзю в связи с грядущим соревнованием — испытанием на храбрость с участием призванных существ: третьи классы организовывают дом с привидениям, в котором второклассники парами должны будут пройти и одолеть сёкандзю противников. Большинство пар отстраняются в связи с невыполнением одного из условий соревнования — от страха они издают слишком громкий крик. | |           |
| 13 | Дурни, Тесты, Аватары! «Бака то тэсуто то сё:кандзю:’!» (バカとテストと召喚獣っ!)                            | 29.9.2011 |
| Остаются только две пары: Сёко и Мидзуки, а также Акихиса и Юдзи. Первая пара проигрывает, а второй удаётся победить. Мидзуки признаётся Акихисе в любви. | |           |

### Видеоигра
Baka to Test to Shoukanjuu Portable(Дурни, Тесты, Аватары Portable, バカとテストと召喚獣 ポータブル)
- Жанр: Настольная игра, визуальная новелла
- Платформа: PlayStation Portable
- Дата выпуска: 13 декабря 2012
- Язык: Японский
- Настольная игра с элементами визуальной новеллы, где игроку предстоит играть за своих любимых аватаров.

На выбор есть 9 персонажей - четыре открыты изначально, остальных нужно открывать по мере прохождения игры.